# Шинус м'який

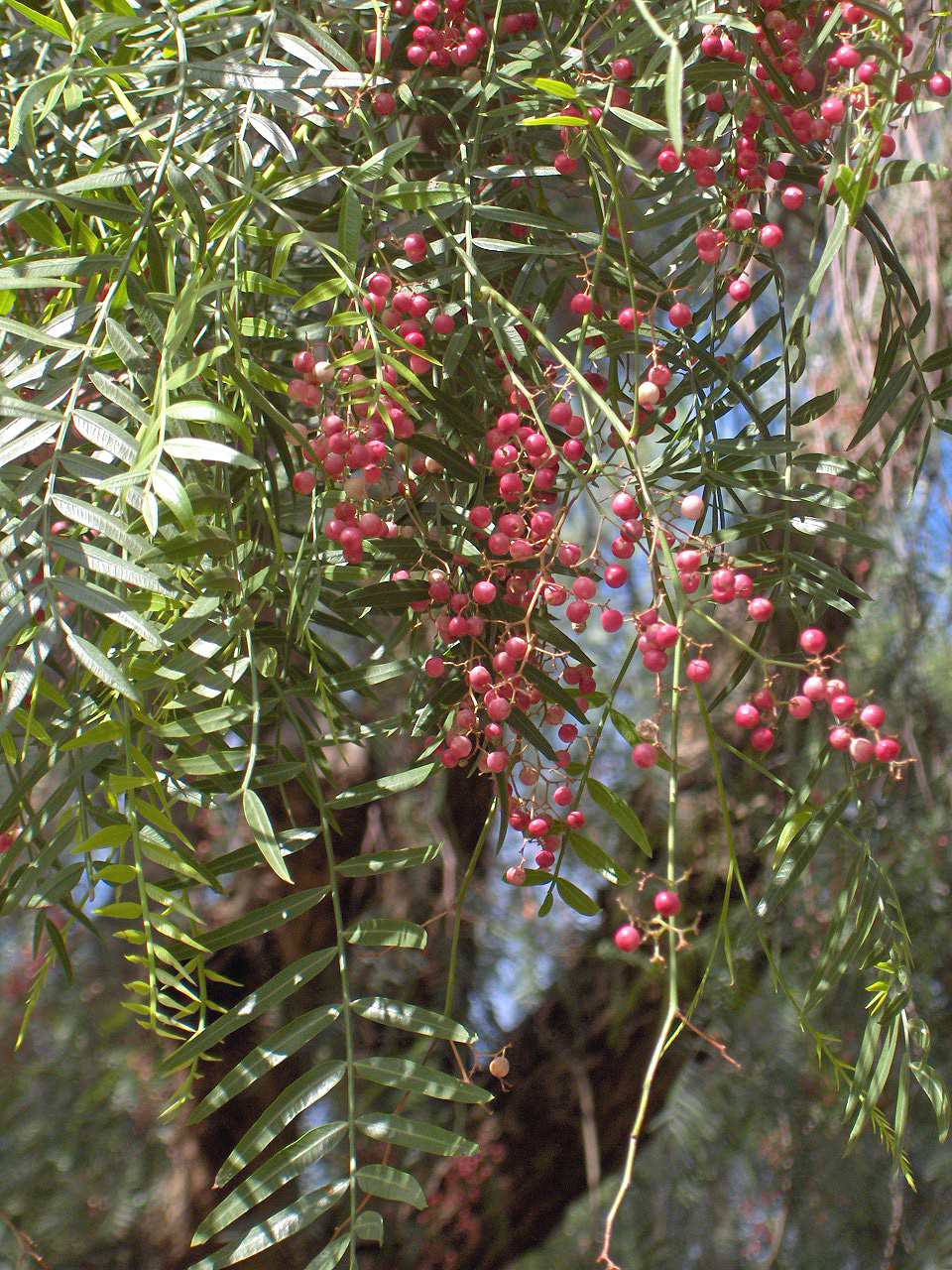
Рожевий перець

Шинус м'який (Schinus molle) — вид рослин роду шинус родини анакардієві. Інші назви «перуанський перець», «каліфорнійське перцеве дерево», «перуанська фісташка», «несправжній перець», «ескобілла». Серед прянощів відомий як рожевий перець. Слово «molle» в латинській назві з мови кечуа перекладається як дерево.

## Опис
Є найбільшим з представників свого роду. Тропічне вічнозелене дерево висотою до 15 м (вкрай рідко зафіксовані дерева заввишки 20 м) та 5–10 м завширшки з красивими плакучими гілками, шкірястими листям завдовжки 8-25 см і запашними жовтими дводомними маленькими квітами. Круглі плоди діаметром 5-7 см мають спочатку зелений колір, який поступово перетворюється на яскраво-рожевий або пурпуровий, вони наділені запахом перцю. В них лише 1 насіння. Кора доволі груба, має сірувате забарвлення.
Доволі швидко росте, гарно переносить посушливу місцевість. Це використовується для зменшення впливу пустель на півдні Африки, США та в Австралії.

## Розповсюдження
Походить з Південної Америки — перуанських Анд, а також від Еквадору та південної Колумбії до північної Аргентини та центрального Чилі. Завдяки європейським колоністам, насамперед іспанцям, розповсюдився до Центральної Америки. У дикому вигляді також росте в Мексиці, Гватемалі та інших країнах тропічного регіону, а також у південних штатах США. Завдячуючи французам, потрапив до Європи. Крім того, його було завезено до Африки, Середземномор'я, Пуерто-Рико, Гавайських островів.

## Застосування
На батьківщині, в Перу, з давніх-давен інки та інші андські народи (інки називали цю рослину просто «молье») виготовляли з нього ферментований алкогольний напій «чича-молле» (жінки розжовували його, після цього цю масу вкидали до посуду, куди заливали воду, після чого відбувалося бродіння). Використовувалася зовнішня солодка частина, яка відділялася від внутрішньої, гіркої. Ці традиції збережені дотепер: виготовленням цього напою відоме перуанське місто Хуанта.
Є поширеною пряністю, передусім у Латинській Америці (під назвою рожевий перець). Її застосовують також у кухнях США, Канади, країн Європи. Має антисептичні, антивірусні, бактерицидні, стимулювальні властивості.
У Греції та інших країнах Середземномор'я з плодів дерева готують п'янкий напій. Ці плоди також використовують замість гіркого перцю. Під час Другої світової війни олія чорного перцю була недоступною і її замінником буля олія перуанського перцю. Використовується як замінник чорного перцю в парфумерії і як ароматизатора — з плодів виготовляють ароматичну олію насамперед в Іспанії, Гватемалі та Мексиці.